# Telchac Pueblo (kommun)
Telchac Pueblo är en kommun i Mexiko.   Den ligger i delstaten Yucatán, i den östra delen av landet, 1 000 km öster om huvudstaden Mexico City. Antalet invånare är 3 557. Arean är 82 kvadratkilometer.
Terrängen i Telchac Pueblo är mycket platt.
Följande samhällen finns i Telchac Pueblo:
- Telchac Pueblo